# É. Kiss Sándor
É. Kiss Sándor (született: Kis Sándor, Hajdúhadház, 1914. február 5. – Debrecen, 1984. július 7.) magyar pedagógus, nyelvész, főiskolai tanár.

## Élete
É. Kiss Sándor Kis József és Salánki Róza gyermekeként született, négygyermekes kisparaszti családban. Kisbirtokos apja tizenkét holdon gazdálkodott. Az elemi iskolát szülővárosában végezte, majd a Debreceni Református Kollégium diákja lett, 1933-ban érettségizett. Tanárai közül nagy hatással volt rá Zsigmond Ferenc, aki magyart és latin nyelvet oktatott. Az ő hatására iratkozott be a debreceni Tisza István Tudományegyetem magyar-latin szakára, ahol Bakó Elemérrel, Imre Samuval és Balassa Ivánnal együtt Csűry Bálint tanítványa volt.
1940-ben szerezte meg a diplomáját, és Hajdúböszörményben kezdett tanítani, majd a kisújszállási református gimnázium tanára lett. Rövidesen behívták katonának, majd hamar hadifogságba esett. A második világháborút követően a budapesti Apáczai Csere János Pedagógiai Főiskola igazgatója lett, ahol Öveges Józseffel, Hahn Istvánnal, Haraszty Árpáddal és Péter Rózsával dolgozott együtt, majd a debreceni tankerületi főigazgatóság munkatársa volt. 
1955-től 1957-ig a debreceni Városi Tanács Művelődési Osztályán dolgozott, ezután a debreceni Tanítóképző Főiskola igazgatóhelyettese lett. 1964-ben bölcsészdoktori oklevelet szerzett. 1975-ben vonult nyugdíjba, de tudományos munkásságát haláláig folytatta. Számos folyóiratban jelent meg publikációja, a hadházi nyelvjárással, valamint a helynévkutatás és nyelvművelés témakörével foglalkozott. 1984-ben hunyt el Debrecenben.
Lánya É. Kiss Katalin Széchenyi- és Bolyai-díjas nyelvész, egyetemi tanár, a Magyar Tudományos Akadémia rendes tagja, unokája Zétényi Tamás csellóművész.